# Tuffy Neujm
Tuffy Neujm ou Tuffy Neugen (Santos, 17 de outubro de 1898 — São Paulo, 4 de dezembro de 1935) foi um futebolista brasileiro que atuava como goleiro.

## Carreira
Natural de Santos, Tuffy começou na Associação Athlética das Palmeiras, em 1917. Acabou sendo dispensado do clube por ter sido acusado de receber suborno em partida contra o Corinthians.
Em 1919, jogou pelo Pelotas/RS.
Em 1920, retornou a sua cidade natal e foi jogar pelo Santos Futebol Clube onde ficou dois anos.
De 1922 a 1925 jogou pelo Sírio, e no final de 1925 fez duas partidas pelo Palestra Itália.
Em 1926 retornou para o Santos Futebol Clube para mais duas temporadas.
Somente em 1928 chegou ao clube que mais marcaria sua longa carreira, o Corinthians. Goleiro tricampeão paulista de 1928 a 1930, jogou no Corinthians entre 1928 e 1931, com o retrospecto de 71 jogos, sendo eles 48 vitórias, 11 empates e 12 derrotas. Tuffy também foi campeão da Taça dos Campeões Estaduais Rio-São Paulo pelo Corinthians em 1930, contra o Vasco da Gama.
Protagonizou histórias incomuns, como a vez em que teria pedido emprestado um chapéu para que com ele defendesse um pênalti cobrado pelo jogador bugrino Lolico, mas teria deixado a bola entrar no gol inadvertidamente, embora tenha se destacado como exímio defensor de pênaltis.
Tuffy teve uma vitoriosa passagem pelo Operário Ferroviário Esporte Clube, o Fantasma, entre 1917 e 1923. Após incríveis defesas, Tuffy devolvia a bola para os atacantes adversários, como provocação.

### Títulos
Corinthians
- Campeonato Paulista: 1928, 1929 e 1930
- Taça dos Campeões Estaduais Rio–São Paulo: 1930

## Características
Personagem pitoresco, Tuffy recebeu o apelido de "Satanás". Vestia-se de traje preto e ostentava grandes costeletas que contribuíam para sua figura singular.
Considerado um galã em sua época, participou do filme "Campeão Futebol", em 1931.

## Morte
Morreu em 4 de dezembro de 1935, vítima de uma pneumonia dupla. O corpo foi enterrado no Cemitério São Paulo, no bairro de Pinheiros. Foi enterrado com a camisa de goleiro do Corinthians e é considerado o goleiro que o futebol esqueceu.